# Dikula (dolina)

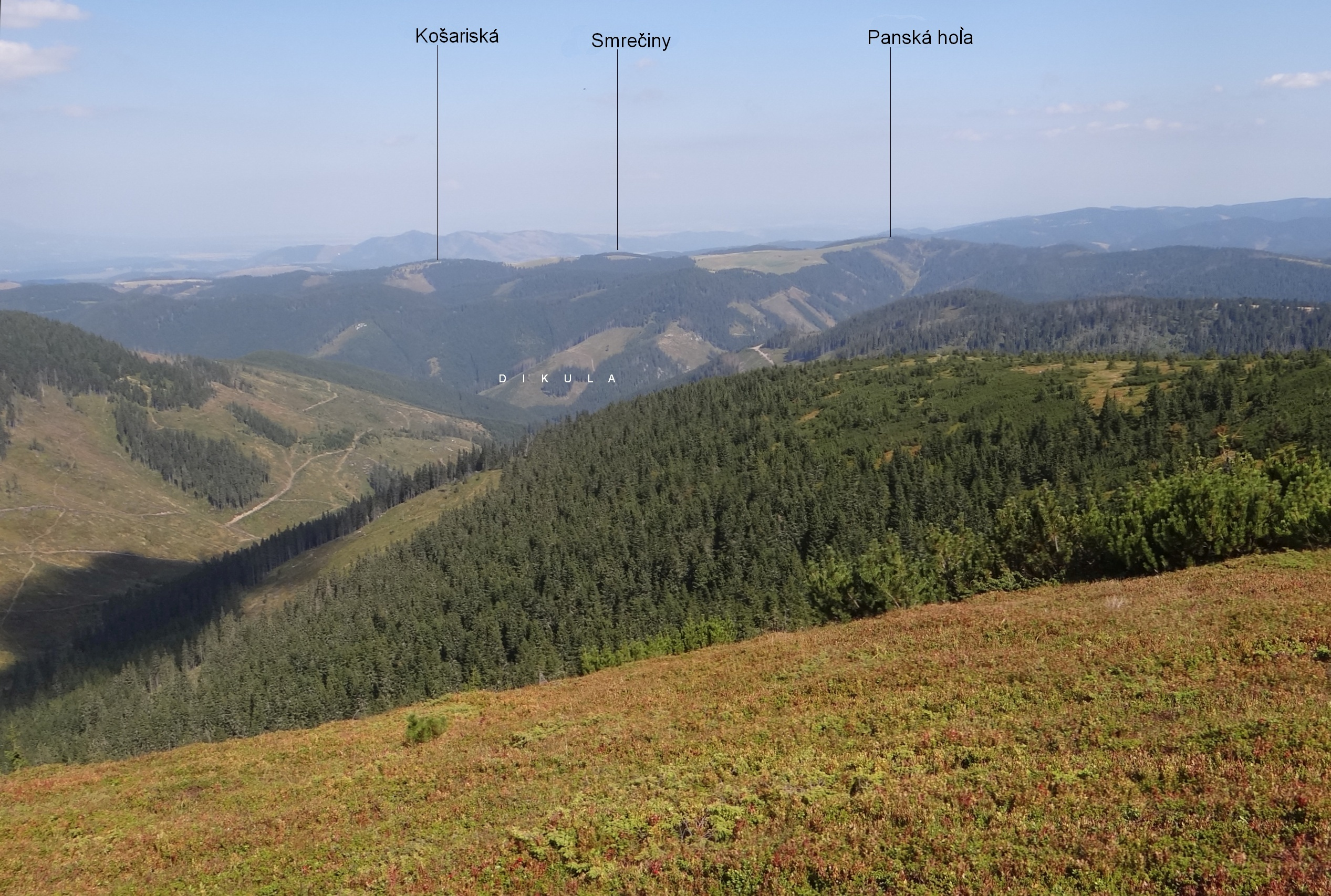
Widok ze szczytu Veľká Vápenica

Dikula – dolina w środkowej części grupy Kráľovohoľské Tatry w Niżnych Tatrach na Słowacji. Jest odnogą doliny Ipoltica. Jej dnem płynie potok Dikula. Dolina ma ujście na wysokości 820 m w miejscu o nazwie  Ipoltica, zaver doliny. Biegnie w górę w kierunku południowo-wschodnim. Na wysokości około 1050 m uchodzi do niej po orograficznie prawej stronie boczna dolinka Záruby wcinająca się w zachodnie zbocza szczytu Panská hoľa.
Dolina zbudowana jest ze skał wapiennych. W niektórych miejscach jej zboczy sterczą gołe skały. Orograficznie prawe zbocza doliny Dikuli tworzy grzbiet biegnący od szczytu Panská hoľa (1429 m) przez szczyty Smrečiny (1365 m), Košariská (1361 m) i Zadný Grúň (1321 m). Zbocza lewe tworzą Heľpianský vrch (1568 m), Veľká Vápenica (1691 m), Medvedia (1570 m) i Temná (1116 m).
Jedynymi zabudowaniami w dolinie są leśniczówki Veľká Dikula i Banisko stojące na polanie w środkowej części dna doliny. Poza tym cały obszar doliny to porośnięte lasem obszary Parku Narodowego Niżne Tatry. Dnem doliny prowadzi droga (zamknięta dla pojazdów samochodowych), a nią znakowany szlak turystyczny.

## Szlak turystyczny
Wychodna (Východná), przystanek kolejowy – Čierny Váh – Ipoltica, zaver doliny – Veľká Dikula – Banisko – Priehybka. Suma podejść 1348 m, czas przejścia 7.25 h